# Stefan Filipović
Stefan Filipović (Podgorica, 18. siječnja 1987.), crnogorski pjevač zabavne glazbe. Predstavljao je Crnu Goru na Pjesmi Eurovizije 2008., na kojoj mu pjesma nije plasirana.
Stefan se bavi glazbom od sedme godine, a sudjelovao je na brojnim dječjim festivalima. Nakon duže stanke uspješno se vratio na festivalsku scenu:
- Evropesma-Europjesma 2006.:  Za nju | 4. mjesto (3. mjesto na Monteviziji, crnogorskom polufinalu)
- Budvanski festival 2006:  Ja bih mogao sve | 4. mjesto (i nagrada za najboljeg debitanta)
- Zrenjaninski festival 2006: Ne umijem živjeti | 3. mjesto (i nagrada "Novo lice festivala")
- Montenegrosong 2007.: Ne mogu bez tebe | 2. mjesto
- Budvanski festival 2007.: Nebo i more (1. mjesto)

- Pjesma Eurovizije 2008. | Zauvijek volim te | nije plasirana

Trenutno je student Glazbene akademije u Cetinju.
Radiotelevizija Crne Gore je za izbor predstavnika na Pjesmi Eurovizije 2008. odlučila odstupiti od dotadašnje prakse televizijskih emisija festivalskog tipa (Montevizija/Montenegrosong), i umjesto toga organizirala posebnu emisiju u kojoj je sudjelovalo šest poznatih izvođača, koji su se predstavili s po dvije pjesme, jednom prije televizijskog glasovanja, i drugom nakon toga. Gledatelji su zatim glasovanjem putem SMS poruka birali svog favorita za predstavnika Crne Gore na Pjesmi Eurovizije 2008. i velikom većinom glasova izabrali Stefana Filipovića. RTCG je onda od nekoliko autorskih ekipa naručila prijedloge kompozicija za eurovizijski nastup, od kojih je stručna komisija odabrala pjesmu koju je Stefan Filipović pjevao u Beogradu.